# Casa Curós Vilardell
La Casa Curós Vilardell és una obra noucentista de Manlleu (Osona) inclosa a l'Inventari del Patrimoni Arquitectònic de Catalunya.

## Descripció
Casa de planta baixa (refeta i destinada a comerç) i tres pisos, els inferiors dels quals estan units visualment per un esgrafiat que recorre la façana. Els balcons són més amplis al primer pis que a la resta; n'hi ha tres per planta. Les finestres estan decorades amb un esgrafiat de sanefes de motius geomètrics (rombes, quadrats i rectangles) i els panys de paret llisos estan decorats amb un esgrafiat que representa motius vegetals entrellaçats. A la teulada hi ha una cornisa amb una sanefa de dents de dragó i una motllura semicircular combinada amb un motiu geomètric en relleu. Al centre estan representades columnes jòniques.